# BURP
BURP (Big and Ugly Rendering Project) é um projeto de renderização 3D utilizando processamento distribuído (Grid) pela internet através da plataforma BOINC.
A participação no projeto é livre para qualquer pessoa interessada.
Fase atual do projeto: Beta